# Karneadész
Kürénéi Karneadész (ógörögül: Καρνεάδης, latinul: Carneades), (Küréné, i. e. 214/213 – Athén, i. e. 128. november 5.) ókori görög filozófus.
Az afrikai Kürénéből származott. Kezdetben a sztoa tanítását követte, azonban főként Pitanéi Arkeszilaosz kételyeitől indíttatva, a sztoikus iskola dogmatikus bizonyossága helyett a viszonylagos igazság felé kezdett hajlani. Ennek következtében enyhítette a sztoikus erénytan szigorúságát, és visszatért az eredeti platonikus eszmékhez: ezzel alapítója lett a harmadik (azaz „új”) akademiának. Érdeme, hogy Platón iskolájának hagyományát szakadatlanul megőrizte. Úgy tartotta, hogy a bizonyosság foka a tudás kérdésében a véges elme határai között elérhetetlen, és jótékonyan ellenőrizte mindkét iskola túlzásait; de éppen ezért inkább dialektikus tehetségét fejlesztette ki. A cselekvés etikai rugójának Arkeszilaosz észszerű indoka (eulogon) helyébe az elfogadhatót tette, ami a határozott jellemű római felfogással ellenkezett.
Karneadész egyike tagja volt annak a követségnek, amely i. e. 156/155-ben Rómában járt kieszközölni az athénieknek Oropuz feldúlása miatt rájuk kiszabott 500 talentum bírság alól való feloldozását. Mint Arkeszilaosz, aki Diogenész Laertiosz szerint éppen kétkedő habozása miatt nem írt könyvet, Karneadész sem hagyott hátra semmilyen írott művet. A neve alatt fennmaradt leveleket, amelyeket V. Ariarathész kappadókiai király írt volna, maga Diogenész Laertiosz is kétes hitelűeknek hitte. Karneadész 85 (más számítás szerint 90) éves korában hunyt el i. e. 129/128-ban. A fennmaradt ókori források közül Sextus Empiricus (Math. VII,173, 175–182), Cicero (Acad. II, 6, 16.; Fin. III, 12, 41. de or. II, 38, 161. III, 18, 68.), és Valerius Maximus (VIII, 5.) ismerteti működését, de szerepel a középkori Szuda-lexikonban is.